# Vrbas (grad)
Vrbas (mađarski: Verbász, rusinski: Verbas, njemački: Werbass) je grad u Bačkoj, Srbija.
Zemljopisni položaj Vrbasa karakterizira mnoštvo prirodno-zemljopisnih i društveno-ekonomskih komponenti. 
- Okrug: Južno-bački, Vojvodina
- Općina: Vrbas.

U doba SFRJ od 1983., grad Vrbas je nosio ime Titov Vrbas.

## Stanovništvo
- Srbi 41,19 %
- Crnogorci 30,05 %
- Mađari 7,73 %
- Rusini 5,71 %
- Ukrajinci 2,88 %
- Jugoslaveni 2,04 %
- Hrvati 1,65 %

U Vrbasu živi i zajednica od nekoliko stotina Kineza, za koje je privatna radijska postaja Bon-ton pokrenula i program na kineskom jeziku.

### Hrvati u Vrbasu
Mjesni Hrvati imaju svoje Hrvatsko kulturno prosvjetno društvo "Tin Ujević".

## Kultura
Od 1969. godine u Vrbasu se održava Festival poezije mladih, najstariji pjesnički festival u regiji.

## Poznate osobe
- Milorad Mažić (1973.), srpski nogometni sudac

## Vanjske poveznice
- Službena stranica